# Nowa Synagoga w Królewcu
Nowa Synagoga w Królewcu (ros. Синагога в Калининграде) – synagoga znajdująca się w Królewcu w Rosji, przy ulicy Cherepisznaja 4. Jest jedyną funkcjonującą synagogą w mieście i obwodzie królewieckim, a także najbardziej wysuniętą na zachód synagogą Rosji.
Autorką projektu rekonstrukcji jest królewiecka architektka Natalia Lorens. Koncepcja budowy synagogi w Królewcu zakładała powstanie gmachu, którego bryła będzie maksymalnie zbliżona do bryły królewieckiej Nowej Synagogi, zniszczonej w noc kryształową 1938 roku. Ze względu na to, że obecnie działka jest węższa niż ta, na której stał gmach królewieckiej synagogi, zdecydowano o pomniejszeniu skali. W efekcie budynek jest węższy i niższy od oryginalnego, także wykończenie fasady różni się od oryginału, który był zbudowany z czerwonej cegły. Budowa Nowej Synagogi w Królewcu trwała 7 lat. Kamień węgielny założono 16 października 2011 roku. 8 listopada 2018 w Królewcu uroczyście zainaugurowano działalność Nowej Synagogi. Obecnie synagoga służy liczącej około 2000 osób gminie żydowskiej.